# 男孩特區
男孩特區或男孩地帶（英語：Boyzone）是一隊1990年代的愛爾蘭男子音乐组合。他們於英國與歐亞某些地區非常成功，曾有六張唱片在英國取得最受歡迎單曲唱片的佳績。Boyzone於2000年解散前共售出超過1000萬張唱片。2007年年底，Boyzone決定復出，並於2008年和2009年兩度舉辦巡迴演唱會。

## 演藝歷程

### Said and Done (1993–1995)

#### 1993
經紀人路易斯沃爾什舉行試鏡活動，希望能組立一支新的愛爾蘭男子團體以仿效Take That的成功。最終成員名單是Keith Duffy，Shane Lynch，Stephen Gately，Ronan Keating，Mark Walton和Richie Rock，Boyzone因此正式誕生。第二天晚上，boyzone在The Late Late Show上進行了他們著名的首次演出:跟著音樂隨意的跳舞。
他們警告觀眾，他們只是在更衣室裡隨便排練了一些動作，而這次的演出惹來觀眾們的哄堂大笑，主持人也揶揄了他們一番，沒有人認為他們會成功。
Mark和Richie後來離開了樂隊，由Mikey Graham替代加入了團體。

#### 1994
Boyzone在愛爾蘭的第一首單曲《Working My Way Back to You》為翻唱曲，在愛爾蘭排行榜上得到了第三。他們的第二首單曲《Love Me for a Reason》則一舉成為他們的首支愛爾蘭冠軍單曲。
Boyzone開始在英國各地巡迴演出，並在Smash Hits Show中被選為最佳新人。《Love Me for a Reason》首周空降英國排行榜No.11，在兩週內登上了第二名。

#### 1995
接下來發行的三張單曲《 Key to My Life》、《So Good 》及《Father & Son》
接連得到愛爾蘭榜冠軍，而這三首歌在英國則都取得了前五名的成績。Boyzone贏得了IRMA的最佳新人，並開始了他們的首次英國劇院巡演。1995年8月21日他們發行了第一張專輯《Said＆Done》，它在愛爾蘭和英國都成為了冠軍
專輯，英國地區銷售量達到了三白金。而他們在The Smash Hits Poll Winners Party同樣獲得了最佳新人獎。

### A Different Beat (1996–1997)

#### 1996
Boyzone贏得了兩座IRMA愛爾蘭音樂獎，分別為最佳愛爾蘭團體和年度最佳單曲，這首單曲為《Key to My Life》。緊接著 《Words 》成為了他們的首支英國冠軍單曲，1996年10月28日發行的第二張專輯《A Different Beat》在英國也獲得了和第一張相同的三白金銷售量。
在Smash Hits Poll Winners Party中他們獲得六項大獎，其中包括最佳單曲，最佳專輯和世界最佳團體。

#### 1997
被全英音樂獎提名為最佳國際團體，但最終為The Fugees獲獎。不過他們再次在IRMA愛爾蘭音樂獎上獲得兩項獎項 - 最佳愛爾蘭團體及最佳愛爾蘭團體專輯。
《Picture of You》為豆豆先生電影的主題曲，Rowan Atkinson更在MV中客串扮演了豆豆先生。
Boyzone在1997年的歐洲歌唱大賽中表演了歌曲《Let the Message Run Free》，這場演出正式確立了Ronan的主唱地位。11月3日發行了試探美國市場的單曲《Mystical Experience》，但並不成功。這首歌收錄於美版的“A Different Beat”專輯，並在英國做為VHS "Something"的附贈歌曲。

### Where We Belong (1998)

#### 1998
Ronan憑著《Picture of You》贏得了Ivor Novello歌曲創作獎。在接受了U2主唱Bono的妻子Ali Hewson的邀請後，男孩們在U2的《The Sweetest Thing》MV中客串演出。
他們在Bee Gees電視特別節目中與Gibb兄弟一起唱歌。《All That I Need》成為他們的第三首英國冠軍歌曲，取代了Run-DMC & Jason Nevins的《It's Like That》。1998年5月25日發行的《Where We Belong》成為該團最成功的專輯，在英國金榜上排名冠軍且在榜55週。它同時也是1998年第三大暢銷專輯。
單曲《No Matter What》在英國金榜上排名三週No.1，銷售了110萬張，成為20世紀90年代最暢銷的男孩團體歌曲。

### By Request and Break (1999–2000)

#### 1999
Boyzone發行了慈善活動Comic Relief 的募款單曲《When The Going Gets Tough》，同樣為英國金榜No.1。緊接著《You Needed Me》成為了他們的第六首英國金榜冠軍，並在RDS意大利國家廣播電台 進行了他們有史以來最大型的演出，總共有超過 35,000 名粉絲在現場。然而，Shane Lynch受到全國家長協會的批評，因為他在數百萬名觀眾觀看的MTV頒獎典禮現場轉播中以髒話駁斥Boyzone可能解散的傳言

### 2000及以後
Boyzone為Westlife打開大門。隨著Ronan Keating決意獨立發展，Boyzone終在2000年宣布解散。不過各人之後的事業發展，都不及從前。只有Ronan Keating成功以個人身份開展事業。樂團其他成員不是沒再露面就是改行當演員或主持人。2003年盛傳Boyzone會復合，以及最近Take That樂團的重組亦令不久將來推出新專輯的可能性增加，不過這都要取決於Ronan的意願。2007年11月19日，Boyzone宣布重組復出，五人再度合作為Children in Need演唱，並在英國巡迴。五人又同時出席愛爾蘭The Late Late Show節目。2008年，Boyzone舉行巡迴演唱會，亦出了精選輯加上三首新歌《Back Again... No Matter What》，向全世界宣布他們回來了。2009年，Boyzone再度舉行巡迴演唱會 (Better)，並將於年底出新專輯。2010年三月，發行《Brother》專輯，主打歌《Gave It All Away》由Mika作曲。

#### Stephen之死
2009年10月10日，團員斯蒂芬·盖特利 (Stephen Gately)被發現死在西班牙馬約卡島。他死前曾外出喝了幾杯小酒，回到飯店睡覺後，就沒有再醒過來。其得年33歲，遺體運回家鄉。西班牙法庭表示，Stephen Gately經驗屍後顯示是死於自然。聲明指出，Stephen Gately是死於肺水腫，沒有迹象是死於暴力。

## 唱片目錄[3]

### 專輯
- Said and Done (1995年) #1 UK
- A Different Beat (1996年) #1 UK
- Where We Belong (1998年) #1 UK, #167 US
- By Request (1999年) #1 UK
- The Singles Collection '94-'99 (1999年) #129 UK
- Ballads - The Love Song Collection (2001年) #6 UK
- Key to My Life: The Collection (2006年) #8 UK
- The Silver Spectrum Collection (2008年)
- Back Again... No Matter What (2008年)
- Brother (2010年)
- BZ20 (2013年)
- Love Me for a Reason – The Collection (2014年)
- Dublin to Detroit (2014年)
- No Matter What – The Essential (2017年)
- Thank You & Goodnight (2018年)

### 單曲
- 1994年 "Love Me for a Reason" #2 UK
- 1995年 "Key to My Life" #3 UK
- 1995年 "So Good" #3 UK
- 1995年 "Father and Son" #2 UK
- 1996年 "Coming Home Now" #4 UK
- 1996年 "Words" #1 UK
- 1996年 "A Different Beat" #1 UK
- 1997年 "Isn't It a Wonder" #2 UK
- 1997年 "Picture of You" #2 UK
- 1997年 "Baby Can I Hold You/Shooting Star" #2 UK
- 1997年 "Mystical Experience" #4 US Hot Latin Tracks
- 1998年 "All That I Need" #1 UK
- 1998年 "No Matter What" #1 UK, #2 AUS, #12 US Adult Contemporary Chart
- 1998年 "I Love the Way You Love Me" #2 UK
- 1999年 "When the Going Gets Tough" #1 UK
- 1999年 "You Needed Me" #1 UK
- 1999年 "Everyday I Love You"
- 2010年 "Gave It All Away"
- 2010年 "Love Is A Hurricane"

## 外部連結
- Boyzone官方網站
- Boyzone英國巡迴網站